# FC 잉골슈타트 04
FC 잉골슈타트 04(FC Ingolstadt 04)는 독일 바이에른주 잉골슈타트의 축구 클럽 팀이다. 2004년 ESV 잉골슈타트(ESV Ingolstadt)와 MTV 잉골슈타트(MTV Ingolstadt)를 합병해서 창단되었다.

## 역사
1919년 설립된 ESV 잉골슈타트와 1881년 창립된 MTV 잉골슈타트가 2005년 합병을 결정하여 창단되게 되었다. 창단 시즌인 2004-05 시즌 준우승을 차지하며 준수하게 시작하였다. 2005-06 시즌 4부리그에서 우승하며 3부리그로 승격하였다. 2007-08 시즌 3부리그에서 준우승을 차지하며 2부리그까지 승격하는데 성공하였다. 2008-09 시즌 2부리그에서 17위를 차지하며 곧바로 3부리그로 강등되었으나 2009-10 시즌 3부리그에서 3위를 차지하며 다시 1년만에 곧바로 2부리그로 복귀하였다. 이후 중하위권을 맴돌다가 2014-15 시즌 2. 분데스리가에서 우승을 확정하며 2015-16 시즌 구단역사상 사상 처음으로 1부리그로 승격하게 되었다.

### 현재 선수 명단
참고: FIFA 자격 규정에 따라 소속된 국가대표팀 국기를 표시합니다. 선수는 복수의 FIFA 비회원국 국적을 가지고 있을 수 있습니다.
| 번호 | 포지션 | 국적           | 이름              |
| ---- | ------ | -------------- | ----------------- |
| 5    | DF     |                | 벤자민 휘브너     |
| 6    | MF     |                | 알프레도 모랄레스 |
| 7    | FW     | 오스트레일리아 | 매튜 레키         |
| 8    | MF     |                | 로저 베르나르두   |
| 9    | FW     |                | 모리츠 하르트만   |
| 10   | MF     |                | 파스칼 그로스     |
| 11   | FW     |                | 세바스티안 그뢰닝 |
| 14   | FW     |                | 슈테판 렉스       |
| 15   | DF     |                | 다닐로 소아레스   |
| 16   | FW     |                | 루카스 힌터시어   |
| 18   | DF     |                | 로맹 브레제리     |
| 19   | MF     |                | 막스 크리스티안젠 |

| 번호 | 포지션 | 국적       | 이름                |
| ---- | ------ | ---------- | ------------------- |
| 20   | DF     | 카자흐스탄 | 코스탄틴 엥겔       |
| 21   | DF     |            | 다니 다 코스타      |
| 22   | MF     |            | 슈데판 바넨베츠     |
| 23   | MF     |            | 로베르트 바우어     |
| 25   | FW     |            | 엘리아스 카충가     |
| 26   | GK     |            | 외르잔 닐란드       |
| 28   | DF     |            | 토비아스 레벨스     |
| 29   | DF     |            | 마르쿠스 주트너     |
| 30   | MF     |            | 토마스 플레들       |
| 31   | MF     |            | 마우리스 물타우프   |
| 34   | DF     |            | 마빈 마팁 (주장)    |
| 36   | MF     |            | 알목 코헨           |
| 39   | GK     |            | 크리스티안 오르타크 |

## 역대 감독
| 감독          | 임기        |
| ------------- | ----------- |
| 토르스텐 핑크 | 2008 ~ 2009 |
| 호르스트 쾨펠 | 2009        |